# A Verdade Nua
A Verdade Nua é um livro naturista de Luz del Fuego publicado em 1948.

## Conteúdo
A obra lança a base do pensamento naturista de Luz del Fuego, além de contar com alguns elementos autobiográficos. Ela também apresenta fotografias de Dora.
No livro, Luz del Fuego defende a nudez, especialmente a nudez feminina, como política, e tenta se definir para além dela, como alguém que acessa o conhecimento. Ela cita autores que foram importantes para a construção de suas opiniões, incluindo Darwin, Schopenhauer, Shakespeare, Platão e Einstein. Ela também critica o falso moralismo presente em igrejas, tanto por seus líderes quanto pelos fiéis. De acordo com Margareth Rago, no livro ela defendia um feminismo "mais conservador do que revolucionário".

## Histórico
A primeira edição é "caseira", sendo publicada sem editora. Ela praticamente circulou apenas em sua família, com diversas edições sendo confiscadas pela polícia. A segunda edição foi enviada por correio, e foi um sucesso de vendas. O livro vendeu 1.752 edições em quatro dias e chegou a ser proibido em algumas livrarias por ter sido considerado como pornografia. Com o passar do tempo, exemplares do livro chegaram a alcançar o valor de milhões em leilões.
Nos anos 2020, a Biblioteca Desacato digitalizou uma das edições, que foi encontrada em uma rua de Copacabana e adquirida por um preço ínfimo.